# Kidd (Schiff, 2007)
Die Kidd, auch USS Kidd (Kennung: DDG-100), ist ein Lenkwaffenzerstörer der Arleigh-Burke-Klasse (Flight IIA) der United States Navy.  Sie ist nach Admiral Isaac C. Kidd benannt.

## Geschichte
Die Kidd wurde 1998 in Auftrag gegeben. Im April 2004 wurde das Schiff bei Ingalls Shipbuilding auf Kiel gelegt und lief am 22. Januar 2005 vom Stapel. Taufpatinnen des Zerstörers waren Admiral Kidds Enkelinnen Regina Kidd Wolbarsht und Mary Corrinne Kidd Plumer. Darauf folgte die Endausrüstung des Schiffes an der Pier.
Im August des Jahres fegte Hurrikan Katrina über die Golfküsten und auch über die Werftanlagen von Ingalls hinweg. Dabei wurde die Kidd so schwer beschädigt, dass das Schiff zurück ins Trockendock geschleppt werden musste. Die nachfolgenden Reparaturen verzögerten die Indienststellung erheblich. Erst am 9. Juni 2007 konnte der Zerstörer im Hafen von Galveston, Texas, feierlich in Dienst gestellt werden, nachdem die offizielle Indienststellung bereits am 30. Mai 2007 stattgefunden hatte.
Erstmals verlegte die Kidd 2009 mit der John C. Stennis in den Westpazifik, ab Ende 2011 dann in den Indischen Ozean und ab Anfang 2012 in den Pazifikraum.
Im März 2014 war sie an der Suche nach dem vermissten Flug MH370 beteiligt.
2020 war sie an der Bekämpfung des illegalen Drogenhandels in der Karibik und im Ostpazifik beteiligt.